# Попов, Вадим Вячеславович
Вадим Вячеславович Попов (род. 1 июня 1967, Ногинск, Московская область) — советский и российский хоккеист, нападающий.

## Биография
Воспитанник «Кристалла» Электросталь, первый тренер Владимир Иванович Бакшаев.
Выступал за команды «Кристалл» Электросталь (1983/84 — 1985/86, 1988/89 — 1993/94, 1997/98), СКА МВО Калинин (1986/87 — 1987/88), «Керамик» Электроугли (1993/94), «Крылья Советов» (1994/95), «Гладсаксе» (Дания, 1995/96 — 1996/97) «Рубин» Тюмень (1997/98), «Спартак-2» Москва (1997/98), СТС / СКХ Санок (Польша, 1998/99 — 2000/01), МГУ (2000/01 — 2001/02), «Кристалл» и «Кристалл-2» (Саратов, 2001/02).
Победитель хоккейного турнира зимней Универсиады 1993.
Работал тренером по хоккею на траве в «Марьино-ЦСП» (2014), ЦСП «Крылатское» (2016—2017), «Динамо-ЦОП Москомспорт» (2018).
Детский тренер по хоккею с шайбой в «Кристалле» Электросталь (2019/20).